# Olst-Wijhe

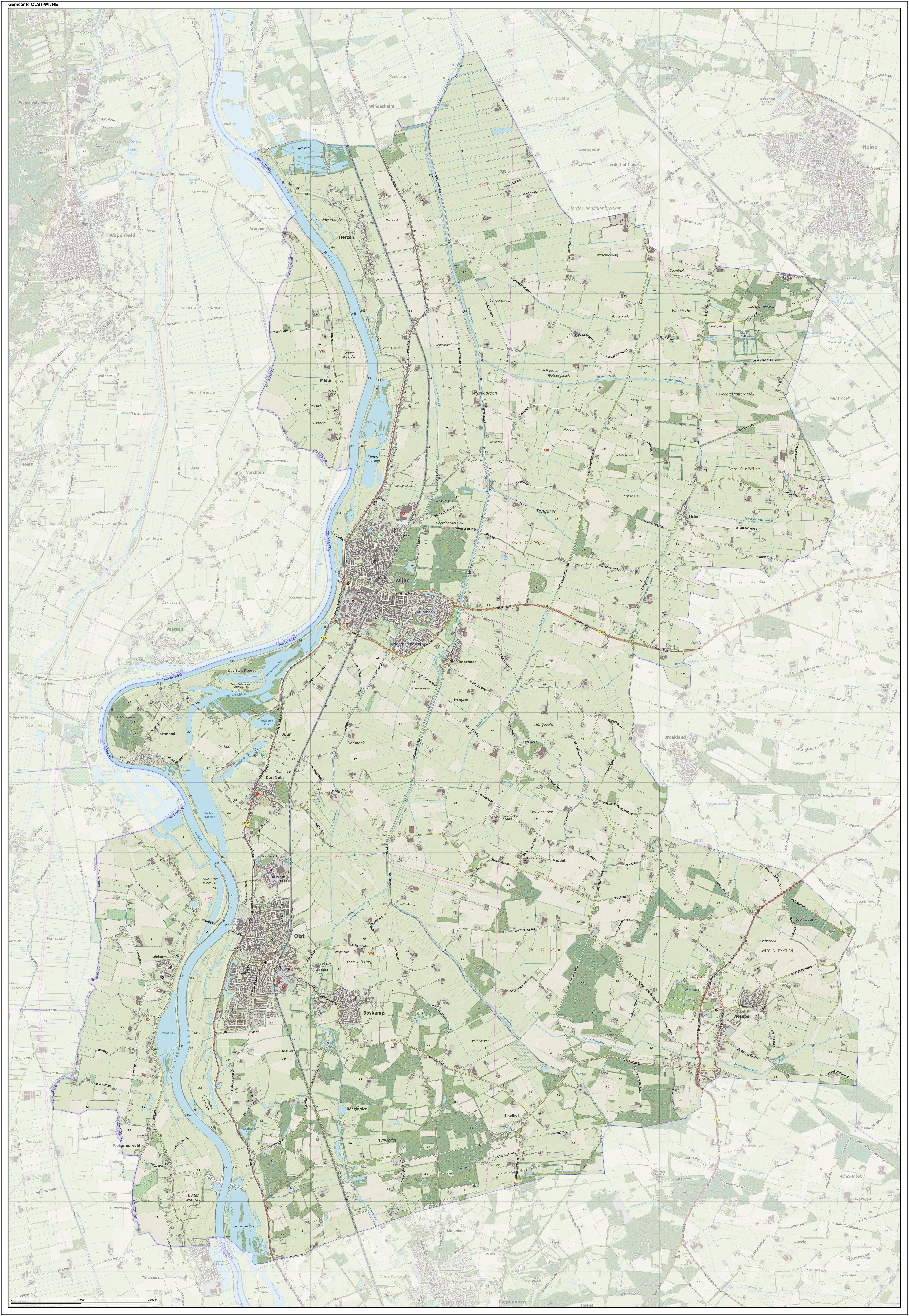
Topografische gemeentekaart van Olst-Wijhe

Olst-Wijhe (uitspraakⓘ; Nedersaksisch: Olst-Wieje) is een gemeente in de Nederlandse provincie Overijssel aan de IJssel tussen Deventer en Zwolle. Op 1 januari 2001 werden de toenmalige gemeenten Wijhe en Olst opgeheven en samengevoegd tot de nieuwe gemeente Olst. Op 26 maart 2002 werd de naam van deze gemeente gewijzigd in Olst-Wijhe.
Het totale inwoneraantal van de gemeente is 18.843 (1 januari 2024, bron: CBS). De gemeente heeft een oppervlakte van 118,50 km² aan land en nog 2,52 km² aan water. Een deel daarvan, met Marle en Welsum, ligt aan de westzijde van de IJssel. Tussen Olst en Wijhe ligt, aan de N337, het kleine dorp Den Nul. Daar is een informatiecentrum gevestigd over de natuur en geschiedenis van de gemeente.
In Olst-Wijhe ligt het natuurgebied Duursche Waarden dat deel uitmaakt van het Natura 2000-gebied IJssel uiterwaarden. Rond de ruïnes van de voormalige Steenfabriek Fortmond zijn vanaf de jaren 1990 door Staatsbosbeheer natuurgebieden ontwikkeld met als leidraad Plan Ooievaar. Een sculptuur dat bedoeld is als entreebaken van de provincie Overijssel staat aan de oever van de IJssel te Olst. De dorpen Olst en Wijhe en de buurtschap Marle hebben maalvaardige korenmolens met een monumentenstatus.
De gemeentelijke economie drijft voornamelijk op landbouw en vleesverwerkende industrie, hoewel die laatste categorie sinds de jaren zeventig van de twintigste eeuw met name in Olst sterk verminderd is. In Wijhe is nog steeds een grote vleesverwerkende fabriek gevestigd. Van oudsher waren ook de tuinbouw, de machinebouw en de steenfabrieken van belang, maar hiervan rest alleen nog een machinefabriek in Olst.
De provinciale wegen N337 (Deventer - Olst - Wijhe - Zwolle) en N348 (Deventer - Wesepe - Raalte - Ommen) doorkruisen de gemeente, evenals de spoorlijn Zwolle - Deventer. Zowel Olst als Wijhe hebben een spoorwegstation waar een intercity tweemaal per uur stopt. De gemeente kent twee veerponten over de IJssel: Wijhe-Vorchten en Olst-Welsum.

## Fusie
Hoewel Olst en Wijhe sinds 2001 één gemeente vormen, bestaat er een aantal ideologische verschillen tussen beide plaatsen. Wijhe is van oudsher vooral een enigszins conservatieve boerengemeente terwijl Olst meer industrieel was en qua politieke voorkeur bij de Wijhenaren bekendstond als de 'rode' gemeente. Olst was meer op de 'rode' stad Deventer gericht terwijl Wijhe georiënteerd was op het meer conservatief-liberale Zwolle. Het verenigingsleven is in Wijhe sterker ontwikkeld dan in Olst en ook het kerkleven heeft in Wijhe langer een belangrijke rol gespeeld.

## Politiek en bestuur

### Gemeenteraad
De gemeenteraad van Olst-Wijhe telt 17 zetels. Hieronder de samenstelling sinds 2001:
| Gemeenteraadszetels         | Gemeenteraadszetels | Gemeenteraadszetels | Gemeenteraadszetels | Gemeenteraadszetels | Gemeenteraadszetels | Gemeenteraadszetels |
| Partij                      | 2001                | 2006                | 2010                | 2014                | 2018                | 2022                |
| --------------------------- | ------------------- | ------------------- | ------------------- | ------------------- | ------------------- | ------------------- |
| Gemeentebelangen Olst-Wijhe | 4                   | 3                   | 3                   | 4                   | 4                   | 5                   |
| CDA                         | 6                   | 6                   | 5                   | 4                   | 4                   | 3                   |
| VVD                         | 2                   | 2                   | 4                   | 3                   | 3                   | 3                   |
| PvdA                        | 5                   | 6                   | 5                   | 3                   | 2                   | 2                   |
| GroenLinks                  |                     |                     |                     |                     | 2                   | 2                   |
| D66                         |                     |                     |                     | 3                   | 2                   | 1                   |
| PartijvdSport               |                     |                     |                     |                     |                     | 1                   |
| Totaal                      | 17                  | 17                  | 17                  | 17                  | 17                  | 17                  |

### College van B&W
De coalitie voor 2022-2026 bestaat uit Gemeentebelangen Olst-Wijhe, VVD en CDA.

## Kernen
De gemeente bestaat uit de volgende plaatsen:
| Woonplaats (BAG) | Inwoners 2023 |
| ---------------- | ------------- |
| Marle            | 70            |
| Olst             | 8.305         |
| Welsum           | 645           |
| Wesepe           | 1.275         |
| Wijhe            | 8.400         |

## Aangrenzende gemeenten
| Aangrenzende gemeenten | Aangrenzende gemeenten | Aangrenzende gemeenten | Aangrenzende gemeenten | Aangrenzende gemeenten |
| ---------------------- | ---------------------- | ---------------------- | ---------------------- | ---------------------- |
|                        |                        | Zwolle                 |                        |                        |
| Heerde (Gld)           |                        |                        |                        |                        |
|                        | Raalte                 |                        |                        |                        |
| Epe (Gld)              |                        |                        |                        |                        |
| Voorst (Gld)           |                        | Deventer               |                        |                        |

## Monumenten
In de gemeente zijn er een aantal rijksmonumenten, gemeentelijke monumenten, en oorlogsmonumenten, zie:
- Lijst van rijksmonumenten in Olst-Wijhe
- Lijst van gemeentelijke monumenten in Olst-Wijhe
- Lijst van oorlogsmonumenten in Olst-Wijhe

## Afbeeldingen

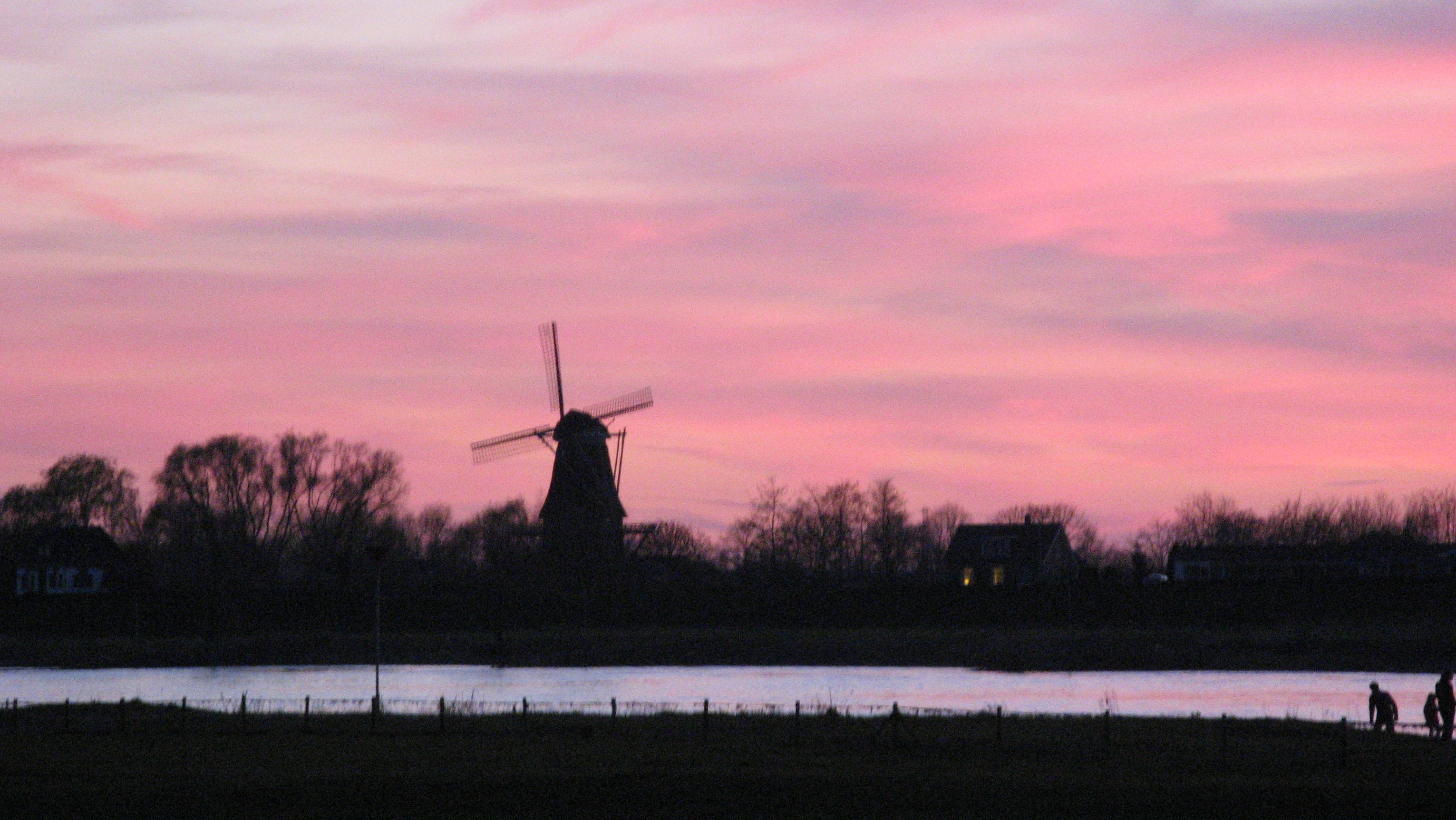
Aan de IJssel
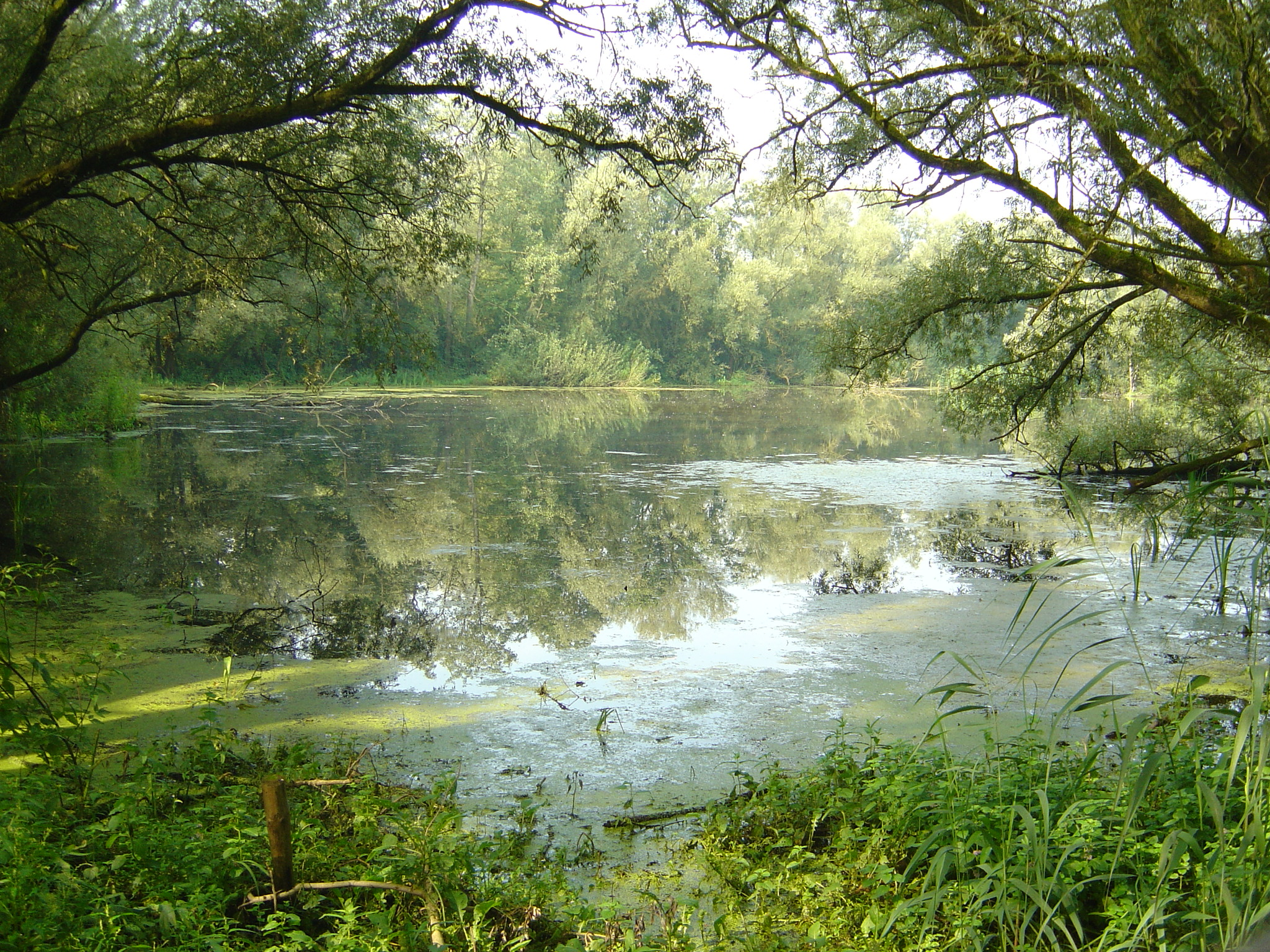
De Duursche Waarden
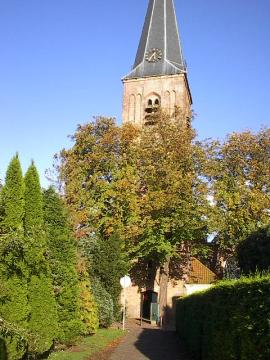
De protestantse kerk van Wijhe
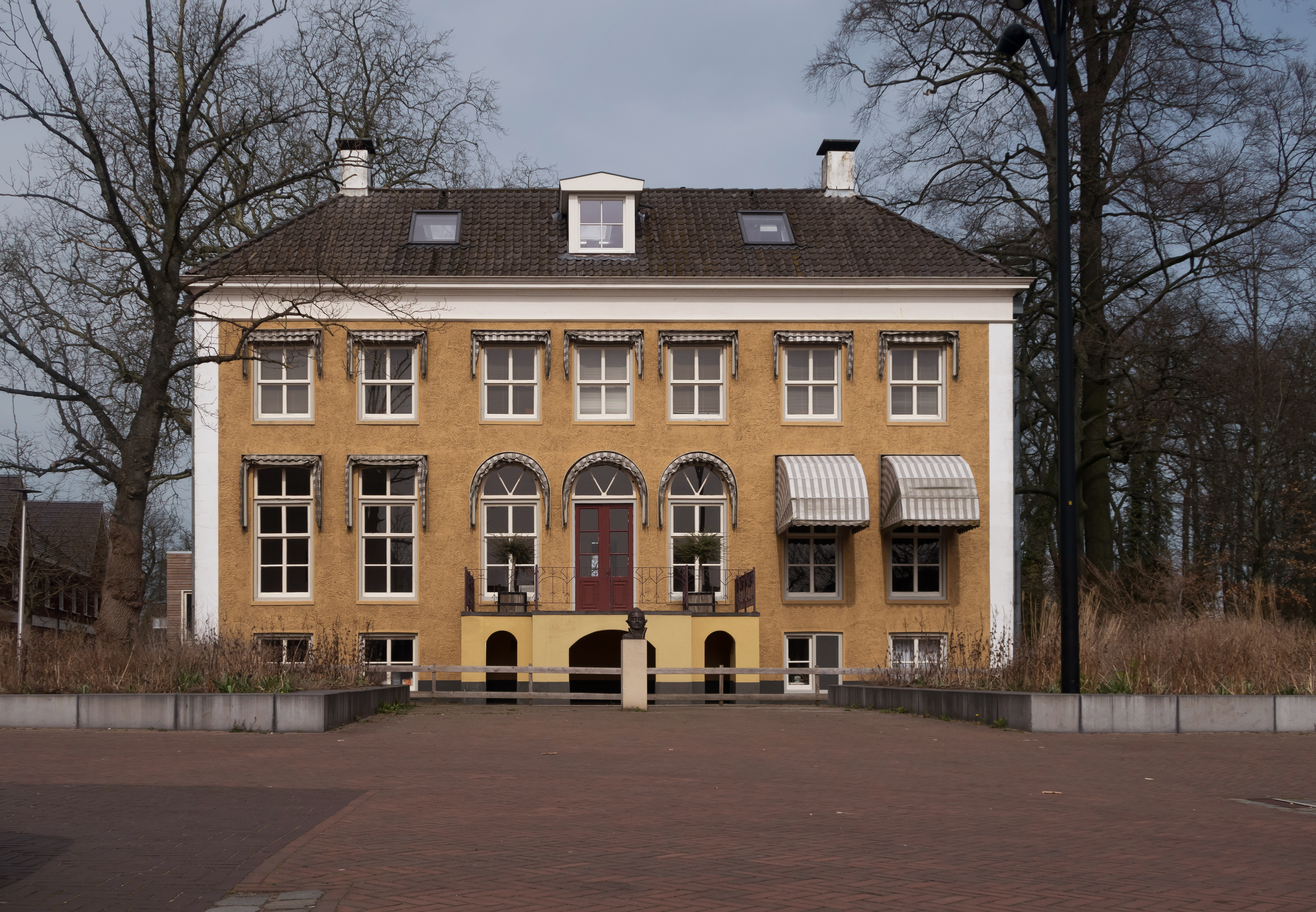
Villa op het Van Dedemplein in Wijhe
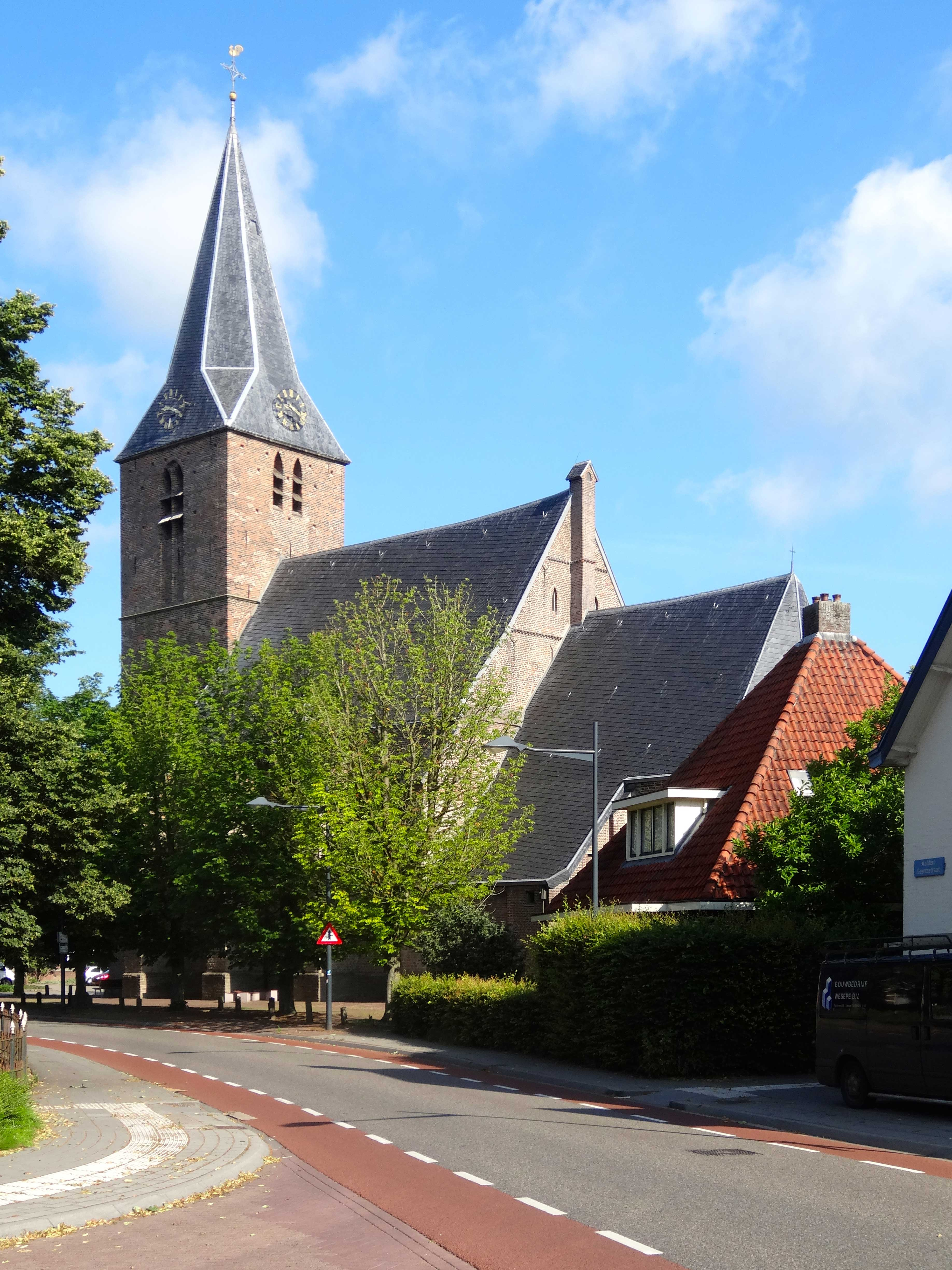
Kerk van Olst
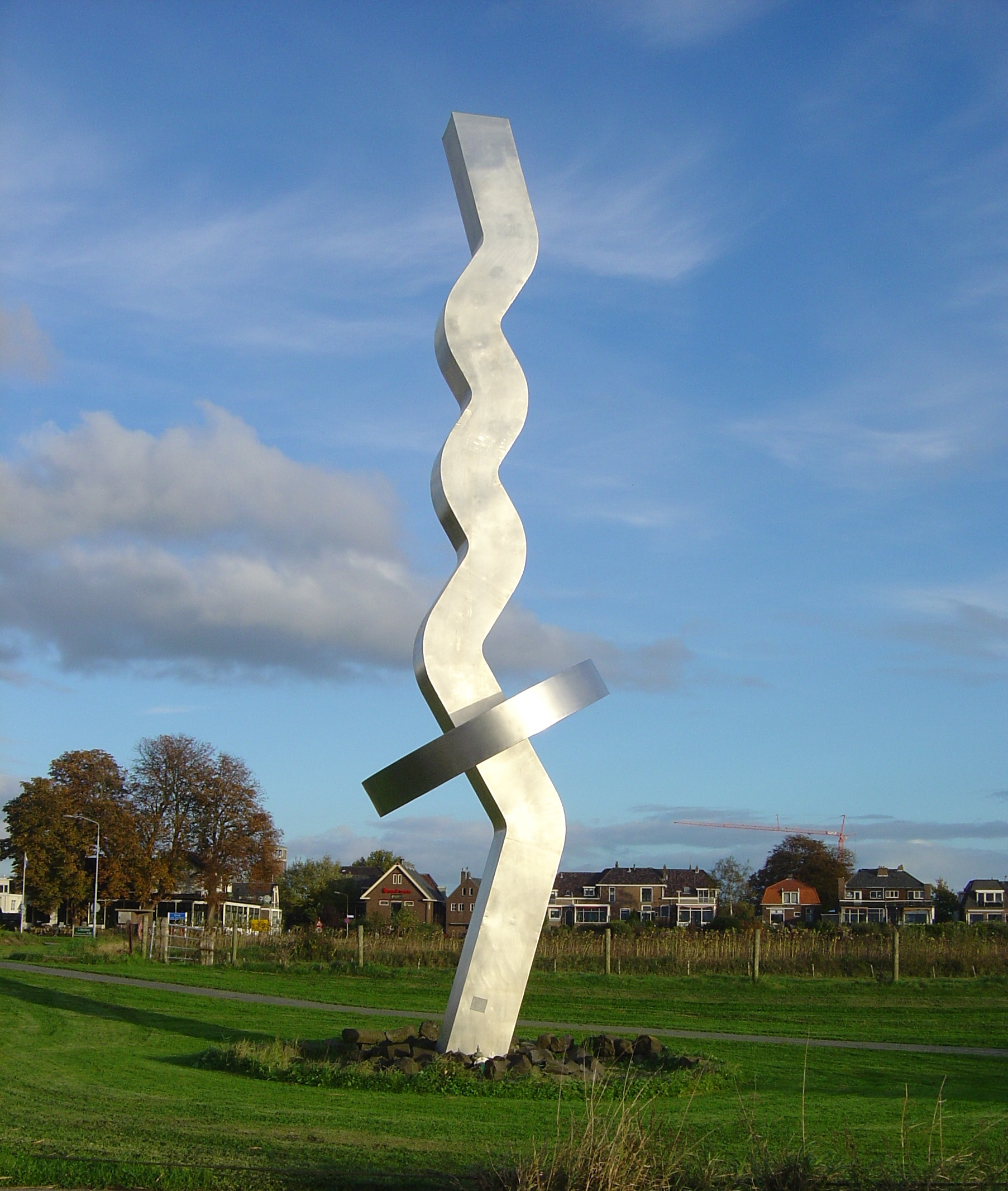
Baken van Overijssel te Olst
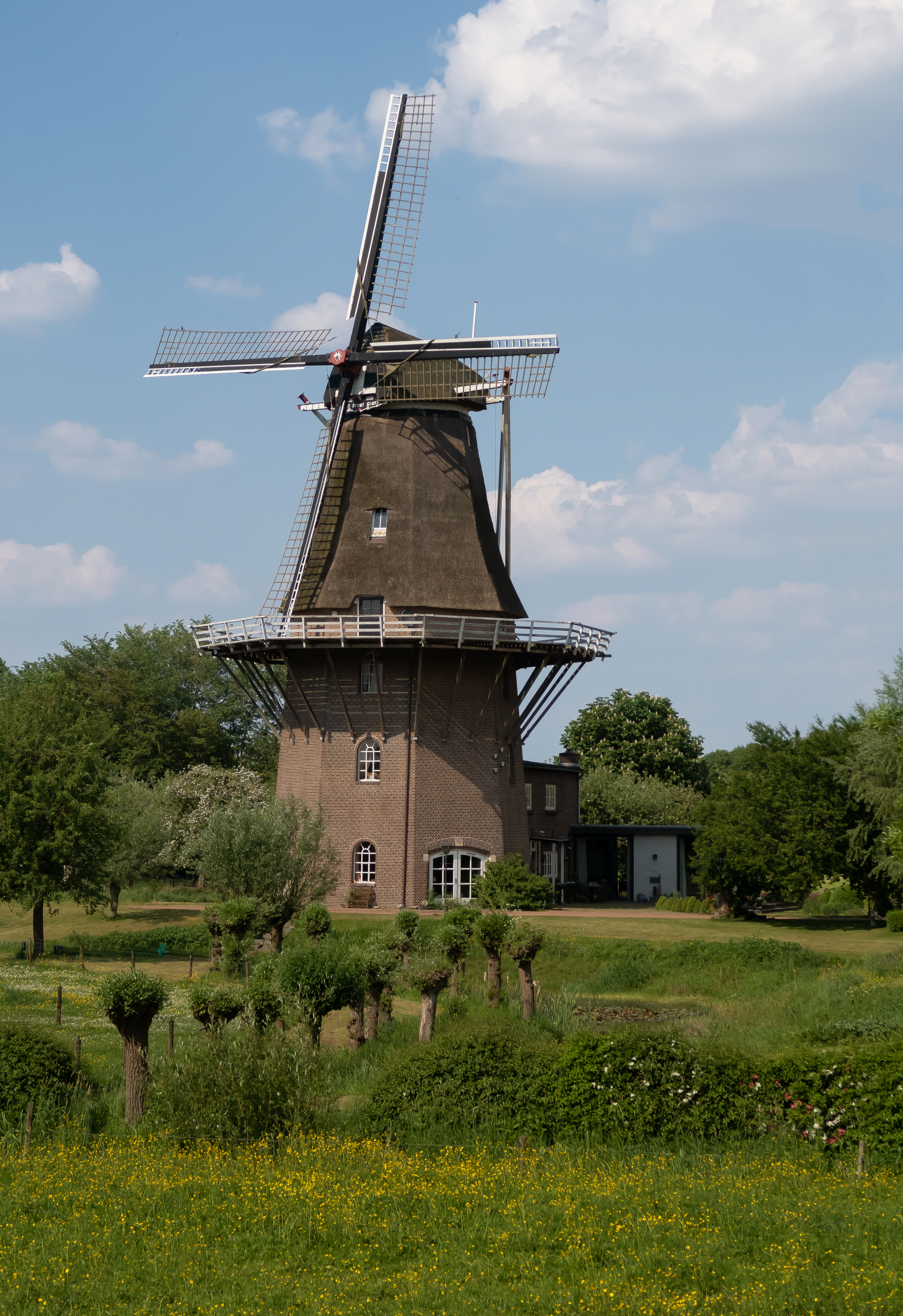
Korenmolen Houdt Braef Stant in Welsum
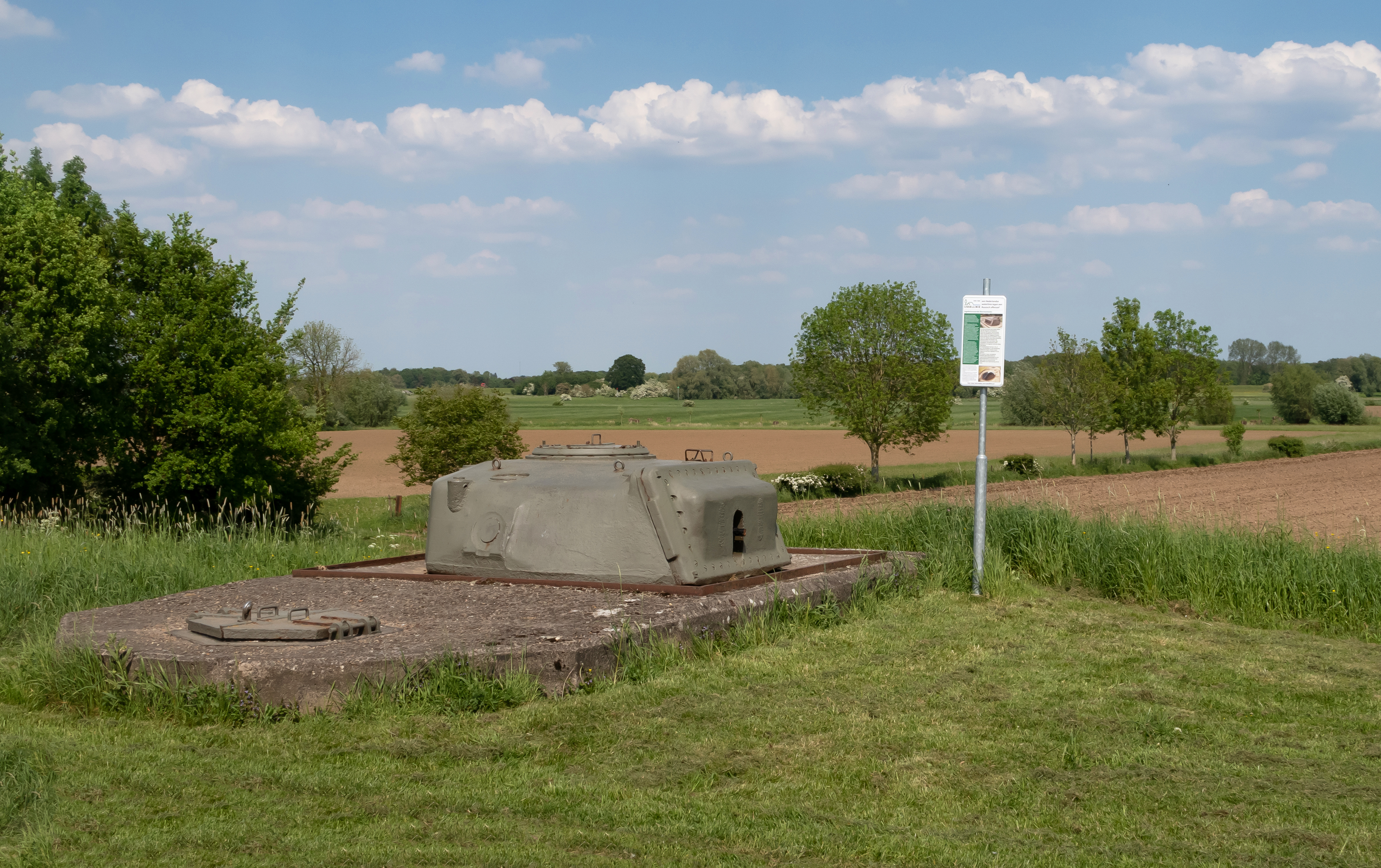
De IJssellinie bij Welsumerveld
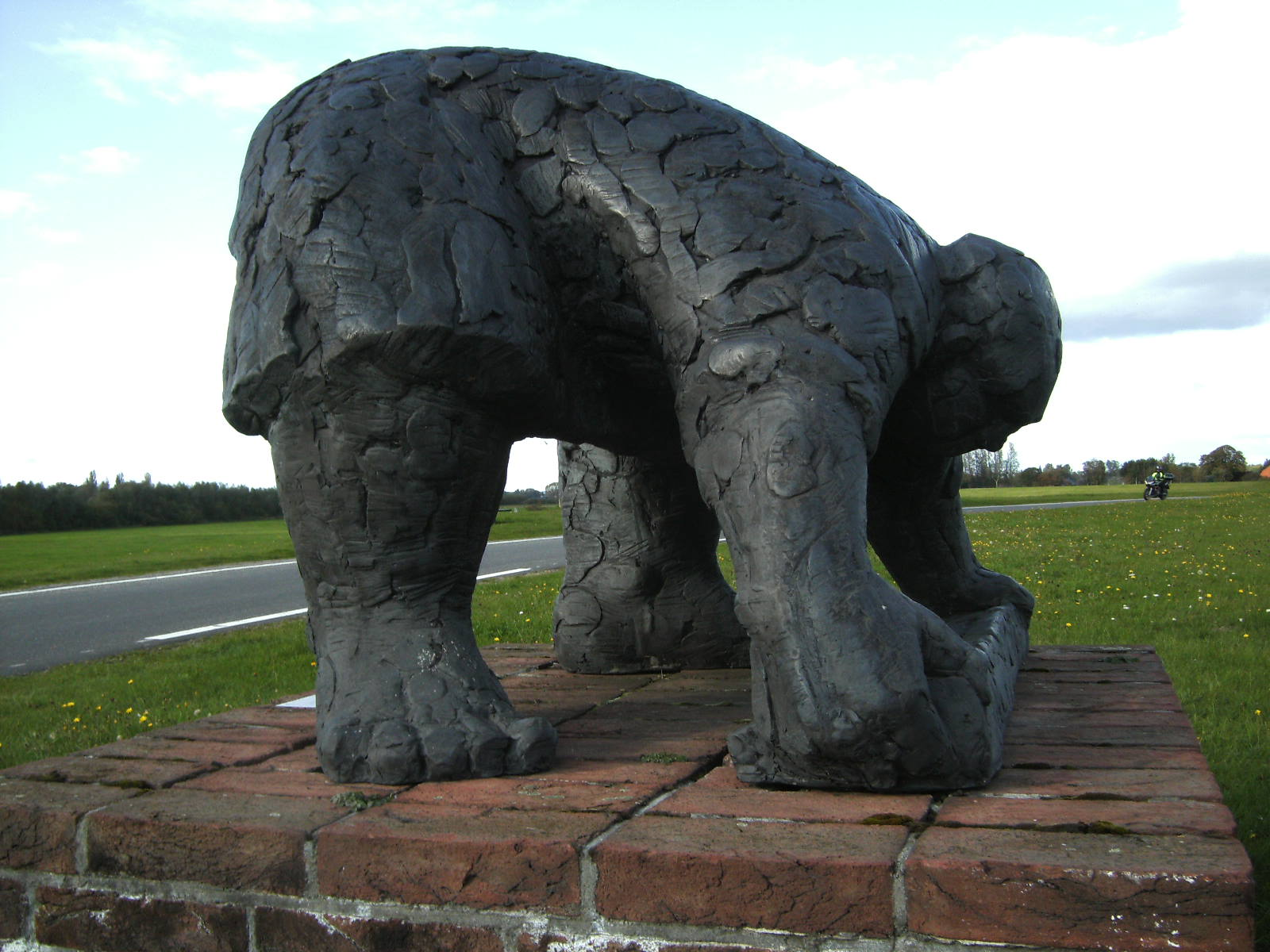
Neerslager bij Den Nul
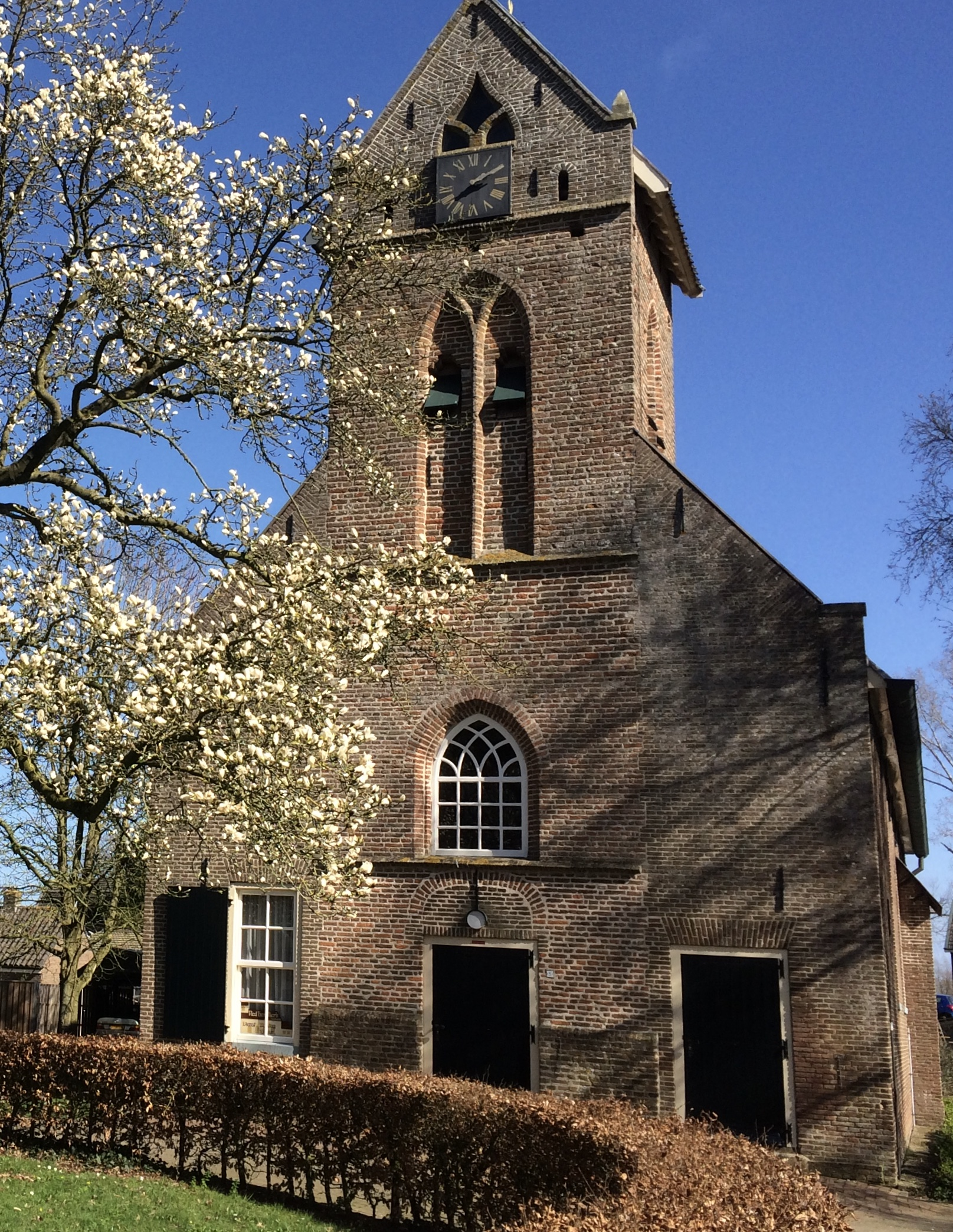
Kerk van Welsum